# جامعة السودان المفتوحة

شعار جامعة السودان المفتوحة

## تاريخ الإنشاء
امتداداً لثورة التعليم العالي، وزيادةً في محتوى مواعينه بما يُناسِب الظروف الاجتماعية والاقتصادية
والعلمية لطالبي التعليم العالي، ورغبةً في تحريرالتعليم العالي من كافة القيود الزمانية والمكانية،
كان لابد من توفير هذا النوع من التعليم المفتوح، ذلك للمميزات العديدة التي لاتتوفّر في غيره
من نُظُم التعليم، وتكاملاً مع الدور الذي يقدمه التعليم المُقيم فقد أصدر مجلس الوزراء الموقر قراره رقم (164) في أبريل 2002 م الموافق 2 صفر 1423 هـ بإجازة مشروع جامعة السودان المفتوحة.
ثم تلا ذلك إجازة قانون الجامعة من قِبل المجلس الوطني في جلسته رقم (11) من دورة الانعقاد السابع
بتاريخ 9 ربيع أول 1425 هـ الموافق 28 أبريل 2004 م.
هذا وفي العام نفسه تمت إجازة مشروع الهيكل التنظيمي للجامعة الذي جاء مطابقاً لكثير مما ورد
في قانون الجامعة المجاز لسنة 2004 م، والذي يتكون من تسع إدارات وأمانات، ثم بدأت الجامعة في
استكمال هيكلها باستيعاب ما تحتاجه من القوى العاملة كمّاً ونوعاً، وبوضع النُظُم الأساسية
واللوائح التي تحقق الاستقرار الوظيفي

## الرؤية
ان تكون جامعة السودان المفتوحة جامعة رائدة ومتميزة في التعليم المفتوح محلياً وعالمياً

## الرسالة
توسيع فرص التعليم العالي المتميز عن طريق التعليم المفتوح والإسهام في ابتكار المعرفة لتحقيق التنمية البشرية

## برنامج التربية
1/ إدارة برنامج القانون
2/إدارة برنامج اللغات
أ.قسم اللغة العربية
أ.قسم اللغة الإنجليزية
3/ برامج الحاسوب
4/برامج التربية
أ.القسم الأدبي
ب.القسم العلمي
ج.قسم رياض الأطفال
5/برامج العلوم الادارية والمحاسبة
6/قسم القياس والتقويم

## مركز الجامعة الأفريقية الافتراضية
الجامعة الأفريقية الافتراضية

## نظام الدراسة
انتهجت جامعة السودان المفتوحة النظام الفصلي القائم على نظام الساعات المعتمدة، حيث يجلس الطلاب للامتحان نهايةَ كل فصل دراسي، وينتقلون إلى الفصل الدراسي التالي بعد استيفاء النجاح. وتتكوَّنُ الخطة الدراسية لكل برنامج من مقررات موزعة على النحو الآتي:
1. مطلوبات الجامعة: وهي مقررات إجبارية لكل الدارسين.
2. مطلوبات كل برنامج دراسي: وهي مقررات إجبارية لكل الدارسين في البرنامج.
3. مقررات تخصصية.
4. مقررات اختيارية.
5. مشروع يقدم قبل نهاية الفصل/العام الدراسي (إذا كان مطلوباً).

يتكون العام الدراسي للجامعة من فصلين دراسيين، ويستمر الفصل الدراسي عشرون أسبوعاً، ويتراوح المطلوب الدراسي الفصلي العادي من 16-22 ساعة معتمدة في الفصل الدراسي، ويتم تقويم عمل الطلاب في كل مقرر بصورة مستمرة، تبدأ من بداية الفصل الدراسي عن طريق: الاختبارات الدورية، والتقارير، وحلقات النقاش، والواجبات، والمشاريع، وتنتهي بإجراء الامتحانات الفصلية أو النهائية التي يُعِدُّها أعضاء هيئة التدريس بمركز الجامعة الرئيسي، وتُرْسَلُ إلى مراكز الجامعة المتعددة؛ لِتُعقَدَ في وقت واحد، على أن تُصَحَح بإشراف المركز الرئيسي للجامعة

## وسائل التعليم
1.البث المسموع والسمعي بصري في اتجاه واحد.
ويشمل البث الإذاعيَ والتلفزيونيَ وقد انشأت الجامعة محطة تلفزيونية ومحطة اذاعية يمكن للطلاب الاستمتاع للمحاضرات.
2.شبكة الاتصالات الدولية (الإنترنت والبريد الإلكتروني وأنظمة التعليم الإلكتروني) التي تُمكِّنُ الطلاب من الاطلاع على المواد التعليمية باستخدام الحواسيب الشخصية، والاتصال فيما بينهم، أو بينهم وبين الجامعة عن طريق استخدام البريد الإلكتروني.
3المراكز الدراسية
قامت الجامعة بفتح عدد (21) واحدة وعشرين منطقةً تعليميةً تقع في (19) تسع عشرة ولاية من ولايات السودان، في كل منطقة تعليمية يوجد عدد من المراكز، تعمل على تزويد الطلاب بالمواد التعليمية المطبوعة والسمعية والسمعيبصرية، وإتاحة اللقاءات الصفية التي تتم تحت إشراف مشرفين أكاديميين، بالإضافة إلى الاستفادة من البنية التحتية الحاسوبية والشبكية الموجودة في المناطق التعليمية ومراكزها. وستتسع بإذن الله دائرة المناطق التعليمية ومراكزها الدراسية لتشمل كافة ولايات السودان وخارجه.
4الدراسة المقيمة
سوف يستفيد طلاب الجامعة من التسهيلات التي ستوفرها الجامعات القائمة من حيث استخدام المباني والتجهيزات والمعامل والمكتبات وغيرها وفق اتفاقيات خاصة بين الجامعة وتلك الجامعات.